# Stockholm község
Stockholm község (svédül: Stockholms kommun) Svédország 290 községének egyike. Az ország (és egyben Skandinávia) legnépesebb községe, területe azonban az egyik legkisebb Svédországban.
A község területe és népessége csaknem teljes egészében Stockholm településhez (tätort) tartozik, amely azonban összesen 11 község területét érinti részben vagy egészben.

## Települések
A község települései:
| Település           | Népesség | Megjegyzés         |
| ------------------- | -------- | ------------------ |
| Stockholm (részben) | 847 991  | a község székhelye |

## Külső hivatkozások
- Hivatalos honlap (svéd, angol)